# Mertensova funkcija
Mertensova fúnkcija [mértensova ~] je v teoriji števil aritmetična funkcija določena z vsoto:
{\displaystyle M(n)=\sum _{k=1}^{n}\mu (k)\!\,,}
kjer je {\displaystyle \mu (k)} Möbiusova funkcija. Mertensova funkcija pomeni število celih števil deljivih brez kvadrata manjših ali enakih n, ki imajo sodo število sodih prafaktorjev, minus število celih števil, ki imajo liho število prafaktorjev.
Prve vrednosti Mertensove funkcije za {\displaystyle n\geq 1} so (OEIS A002321):
1,0,-1,-1,-2,-1,-2,-2,-2,-1,-2,-2,-3,-2,-1,-1,-2,-2,-3,-3,-2,-1,-2,-2,-2,-1,-1,-1,-2,-3,-4,-4,-3,-2,-1,-1,-2,-1,0,0,...
Mertensova funkcija ima ničle za vrednosti n (OEIS A028442):
2, 39, 40, 58, 65, 93, 101, 145, 149, 150, 159, 160, 163, 164, 166, 214, 231, 232, 235, 236, 238, 254, ...,
in za praštevilske vrednosti n (OEIS A100669)
2, 101, 149, 163, 331, 353, 401, 419, 541, 607, 811, 823, 853, 877, 883, 919, 1013, 1279, 1289, 1291, 1297, 1523, 1531, 1543, 1861, 2017, 2099, 2113, ...
Mertensova funkcija ima največje absolutne vrednosti za vrednosti n (OEIS A051402):
1, 5, 13, 31, 110, 114, 197, 199, 443, 659, 661, 665, 1105, 1106, 1109, 1637, 2769, 2770
Ker Möbiusova funkcija vrača le vrednosti -1, 0 in +1, je očitno, da se Mertensova funkcija spreminja počasi in, da ne obstaja takšen n, za katerega bi veljalo:
{\displaystyle |M(n)|>n\!\,.}
Mertensova funkcija je v tesni zvezi z ničlami Euler-Riemannove funkcije ζ. Thomas Joannes Stieltjes je leta 1885 v pismu svojemu sodelavcu Hermitu nakazal povezavo Mertensove funkcije z Riemannovo domnevo in trdil, da je našel dokaz, da velja:
{\displaystyle \left|M(n)\right|<{\sqrt {n}}\!\,,}
oziroma, da je vrednost izraza:
{\displaystyle {\frac {M(n)}{\sqrt {n}}}\!\,}
vedno med dvema stalnima mejama. Stieltjes dokaza ni nikoli objavil, ker je verjetno našel napako. Franz Mertens je leta 1897 objavil 50 strani dolgo tabelo vrednosti za M(n) za števila do 10.000. Na podlagi tabele je menil, da je Stieltjesova neenakost zelo verjetna. Danes se to imenuje Mertensova domneva, katere negativen izid sta dokazala leta 1985 te Riele in Odlyzko. Ker Mertensova in Riemannova domneva nista enakovredni, se iz neveljavnosti Mertensove domneve ne more sklepati o Riemannovi domnevi. Če pa bi Mertensova domneva veljala, bi veljala tudi Riemannova. Riemannova domneva je enakovredna šibkejši domnevi o rasti funkcije {\displaystyle M(n)}, namreč, da velja:
{\displaystyle M(n)=o\left(n^{(1/2)+\epsilon }\right)\!\,,}
kjer je {\displaystyle o} Landauov zapis z malim o. Ker velike vrednosti M naraščajo vsaj tako hitro kot kvadratni koren iz n, je meja zelo tanka.
Analitična enačba za Mertensovo funkcijo ni znana.

## Predstavitve

### Integralski izrazi
Za Eulerjev produkt velja:
{\displaystyle {\frac {1}{\zeta (s)}}=\prod _{p\in \mathbb {P} }(1-p^{-s})=\sum _{n=1}^{\infty }\mu (n)n^{-s}\!\,,}
kjer je {\displaystyle \zeta (s)} Riemannova funkcija ζ, produkt pa teče po vseh praštevilih. Z Dirichletovo vrsto in Perronovo enačbo velja:
{\displaystyle {\frac {1}{2\pi i}}\oint _{C}{\rm {d}}s{\frac {x^{s}}{s\zeta (s)}}=M(x)\!\,,}
kjer je C sklenjena krivulja, ki obkroža vse ničle {\displaystyle \zeta (s)}.
Na drugi strani velja Mellinova transformacija:
{\displaystyle {\frac {1}{\zeta (s)}}=s\int _{1}^{+\infty }{\frac {M(x)}{x^{s+1}}}\,{\rm {d}}x\!\,}
za {\displaystyle \Re (s)>1}.
Mertens je podal zvezo, ki vsebuje funkcijo Čebišova:
{\displaystyle \Psi (x)=-M\left({\frac {x}{2}}\right)\log(2)-M\left({\frac {x}{3}}\right)\log(3)-M\left({\frac {x}{4}}\right)\log(4)+\ldots \!\,.}
Dobro asimptotično oceno da Laplaceova metoda najhitrejšega spusta prek neenakosti:
{\displaystyle \oint _{C}{\rm {d}}sF(s)e^{st}\sim M(e^{t})\!\,,}
kjer se predpostavi, da, če ne obstajajo večkratne netrivialne ničle {\displaystyle \zeta (\rho )}, izhaja »eksaktna formula« z izrekom o ostankih:
{\displaystyle {\frac {1}{2\pi i}}\oint _{C}{\rm {d}}s{\frac {x^{s}}{s\zeta (s)}}=\sum _{\rho }{\frac {x^{\rho }}{\rho \zeta '(\rho )}}-2+\sum _{n=1}^{\infty }{\frac {(-1)^{n-1}(2\pi )^{2n}}{(2n)!n\zeta (2n+1)x^{2n}}}\!\,.}
Weyl je domneval, da za Mertensovo funkcijo velja približna funkcijsko-diferencialna enačba:
{\displaystyle {\frac {1}{2}}y(x)-\sum _{r=1}^{N}{\frac {B_{2r}}{(2r)!}}D_{t}^{2r-1}y\left({\frac {x}{t+1}}\right)+x\int _{0}^{x}{\rm {d}}u{\frac {y(u)}{u^{2}}}=x^{-1}H(\log x)\!\,,}
kjer je H(x) Heavisidova skočna funkcija, {\displaystyle B_{2r}} Bernoullijeva števila in vsi odvodi po t so izračunani v t = 0.
Titchmarsh je leta 1960 zapisal sledno formulo, ki vsebuje vsoto prek Möbiusove funkcije in ničel Riemannove funkcije ζ:
{\displaystyle \sum _{n=1}^{\infty }{\frac {\mu (n)}{\sqrt {n}}}g\log n=\sum _{t}{\frac {h(t)}{\zeta '(1/2+it)}}+2\sum _{n=1}^{\infty }{\frac {(-1)^{n}(2\pi )^{2n}}{(2n)!\zeta (2n+1)}}\int _{-\infty }^{\infty }g(x)e^{-x(2n+1/2)}\,{\rm {d}}x\!\,,}
kjer vsota po 't' poteka prek imaginarnih delov netrivialnih ničel, (g, h) pa povezuje Fourierova transformacija, da velja:
{\displaystyle \pi g(x)=\int _{0}^{\infty }h(u)\cos(ux)\,{\rm {d}}u\!\,.}

### Vsota Fareyjevega zaporedja
Druga formula za Mertensovo funkcijo je:
{\displaystyle M(n)=\sum _{a\in {\mathcal {F}}_{n}}e^{2\pi ia}\!\,,}
kjer je {\displaystyle {\mathcal {F}}_{n}}   Fareyjevo zaporedje reda n. 
Formula se uporablja pri dokazu Franel-Landauovega izreka.

## Determinanta
M(n) je determinanta Redhefferjeve matrike R reda n, kvadratne dvojiške matrike, v kateri so elementi aij enaki 1, če je j = 1 ali, če i deli j, drugače pa so enaki 0.
Na primer:
{\displaystyle R_{1}={\begin{bmatrix}1\end{bmatrix}},\quad \det R_{1}=M(1)=1\!\,}
{\displaystyle R_{2}={\begin{bmatrix}1&1\\1&1\end{bmatrix}},\quad \det R_{2}=M(2)=0\!\,}
{\displaystyle R_{3}={\begin{bmatrix}1&1&1\\1&1&0\\1&0&1\end{bmatrix}},\quad \det R_{3}=M(3)=-1\!\,}
{\displaystyle R_{4}={\begin{bmatrix}1&1&1&1\\1&1&0&1\\1&0&1&0\\1&0&0&1\end{bmatrix}},\quad \det R_{4}=M(4)=-1\!\,}